# 大沽夹河
大沽夹河是中国胶东半岛地区注入北黄海的最大河流。

## 概况
上源有两支，东支名外夹河，亦称大沽河；西支名内夹河，亦称清洋河。两河在烟台福山区永福园村会合后，始称大沽夹河。两河中以东支较长，为大沽夹河干流。它发源于海阳市北部郭城镇牧牛山，曲折东流，在牟平区埠西头附近屈而东北流，经栖霞、福山两县区东部和牟平区西部，至牟平区东陌堂北转向西北流，在烟台市区小沙埠南转而北流，于东胜利村北注入北黄海套子湾。河长80公里，流域面积2295.5平方公里，河道平均比降1.1/1000，流域河网密度0.69公里/平方公里。
内夹河发源于栖霞市北部灵山夼，曲折东北流，经栖霞城西，又东北流，在栖霞藏格庄附近屈而东流，经过门楼水库，转而东北流，经福山城东，又东北流由左岸注入大沽夹河。河长76.8公里，流域面积1212.2平方公里，河道平均比降1.2/1000。

## 水文
据1956～1979年同步观测系列统计，大沽夹河流域多年平均年降水量为773.9毫米，流域多年平均年径流深267.9毫米，折合年径流量为6.15亿立方米。根据福山水文站(控制流域面积997平方公里)实测资料，最大年径流量出现在1964年，为5.65亿立方米，最小出现在1968年，为0.640亿立方米，两者比值为8.8。大沽夹河洪水，建国以后以1965年为最大，据内夹河南关村水文站(控制流域面积1178平方公里)实测，洪峰流量为2510立方米/秒。大沽夹河福山站，多年平均悬移质含沙量1.39公斤/立方米，据1953～1957，1966～1979年观测资料计算，多年平均悬移质年输沙量为34万吨。